# 石川県道230号小川宝達停車場線
石川県道230号小川宝達停車場線（いしかわけんどう230ごう おがわほうだつていしゃじょうせん）とは、石川県羽咋郡宝達志水町内を通る一般県道（石川県道）である。

## 概要
- 起点：石川県羽咋郡宝達志水町小川ホ34番1地先（ = 博多踏切西詰、石川県道229号宝達今浜線交点）
- 終点：石川県羽咋郡宝達志水町小川リ29番3地先（ = JR七尾線宝達駅前）

起点の宝達駅前からほぼ直線で南進し、終点の石川県道229号宝達今浜線交点までを結ぶ。

## 現況
車道は全区間、両側1.5車線程度の幅員である。規格改良率は100%であるものの、全区間の77%にあたる91mは幅員5.5mに満たない区間である。センターラインは敷かれていないものの、普通自動車は問題なく行き違うことができる。また全区間、車道中央部には消雪パイプが設置されている。実延長が0.119km（=119m）と短く、またほぼ直線状に整備されているため、悪天候でない限りは、起終点双方から全区間を見通すことができる。これは宝達駅の隣接駅でもある敷浪駅前にある石川県道128号敷浪停車場線と類似している。歩道は全く設置されていない。
沿道には県道番号標識や管理者である石川県関係の標示物（デリニエーターなど）は設置されていない。また当県道と接続する道路にも案内標識が設置されていないため、縮尺の小さい道路地図や住宅地図、あるいは石川県発行の県道関係資料などで意識しない限りは、他の町道と見分けがつきにくい。

## 歴史
- 1960年（昭和35年）10月15日：路線認定。

## 接続道路
- 石川県道229号宝達今浜線（羽咋郡宝達志水町小川：起点）

## 通過する自治体
- 石川県
  - 羽咋郡宝達志水町

## バス路線
現在は存在しない。かつては国鉄バスが当県道の終点にあたる宝達駅前にバス停を設け、押水町宝達や高松町の高松駅方面などへ路線バスを運行していた。また、路線バスではないものの、金沢医科大学病院への通院患者向けの送迎バスが宝達駅前から運行している。

## 周辺
- 石川県立宝達高等学校
- 宝達志水町立宝達中学校
- JR七尾線 宝達駅
- 宝達志水町民センター（アステラス）
  - 押水公民館